# ラブラブ♡マンハッタン/ALIVE-LIFE
「ラブラブ♡マンハッタン/ALIVE-LIFE」（ラブラブ・マンハッタン/アライブライフ）は、TOKIOの29作目のシングル。2003年12月3日にユニバーサルミュージックから発売された。

## 解説
「ラブラブ♡マンハッタン」の曲名は、『ダウンタウンのごっつええ感じ』で放送されていたコントのような感じを意識して付けられた 。作詞を宮藤官九郎、作曲を富澤タクが手掛けており、後にグループ魂の『グループ魂のGOLDEN BETTER 〜ベスト盤じゃないです、そんないいもんじゃないです、でも、ぜんぶ録り直しましたがいかがですか?〜』にセルフカバーとして収録されている。また、KADOKAWAが主催する第39回ザテレビジョンドラマアカデミー賞のドラマソング賞で1位を獲得している。
ジャケットが異なる初回限定盤と通常盤の2形態で発売された。
MVのディレクションを、この時期松岡昌宏が担当していたが天国に一番近い男で共演していた生徒役、六車勇輝を起用している事が後に分かった。

## 収録曲
1. ラブラブ♡マンハッタン
作詞：宮藤官九郎、作曲：富澤タク、編曲：富澤タク・KAM
  - TBS系ドラマ「マンハッタンラブストーリー」主題歌[6]
2. ALIVE-LIFE
作詞・作曲：清水昭男、編曲：吉岡たく
  - フジテレビ系「メントレG」テーマソング[6]
3. ラブラブ♡マンハッタン（Backing Track）
4. ALIVE-LIFE（Backing Track）

## 映像作品
ラブラブ♡マンハッタン
- 5 ROUND II
- OVER/PLUS

ALIVE-LIFE
- OVER/PLUS